# Gyula Petrikovics
Gyula Petrikovics (12 gennaio 1943 – 28 giugno 2005) è stato un canoista ungherese.

## Palmarès

### Olimpiadi
- 1 medaglia:
  - 1 argento (Città del Messico 1968 nel C-2 1000 m)

### Mondiali
- 3 medaglie:
  - 1 oro (Belgrado 1971 nel C-2 1000 m)
  - 1 argento (Copenaghen 1970 nel C-2 1000 m)
  - 1 bronzo (Tampere 1973 nel C-2 1000 m)